# Saint-Brice-de-Landelles
Saint-Brice-de-Landelles is een gemeente in het Franse departement Manche (regio Normandië) en telt 595 inwoners (2004). De plaats maakt deel uit van het arrondissement Avranches.

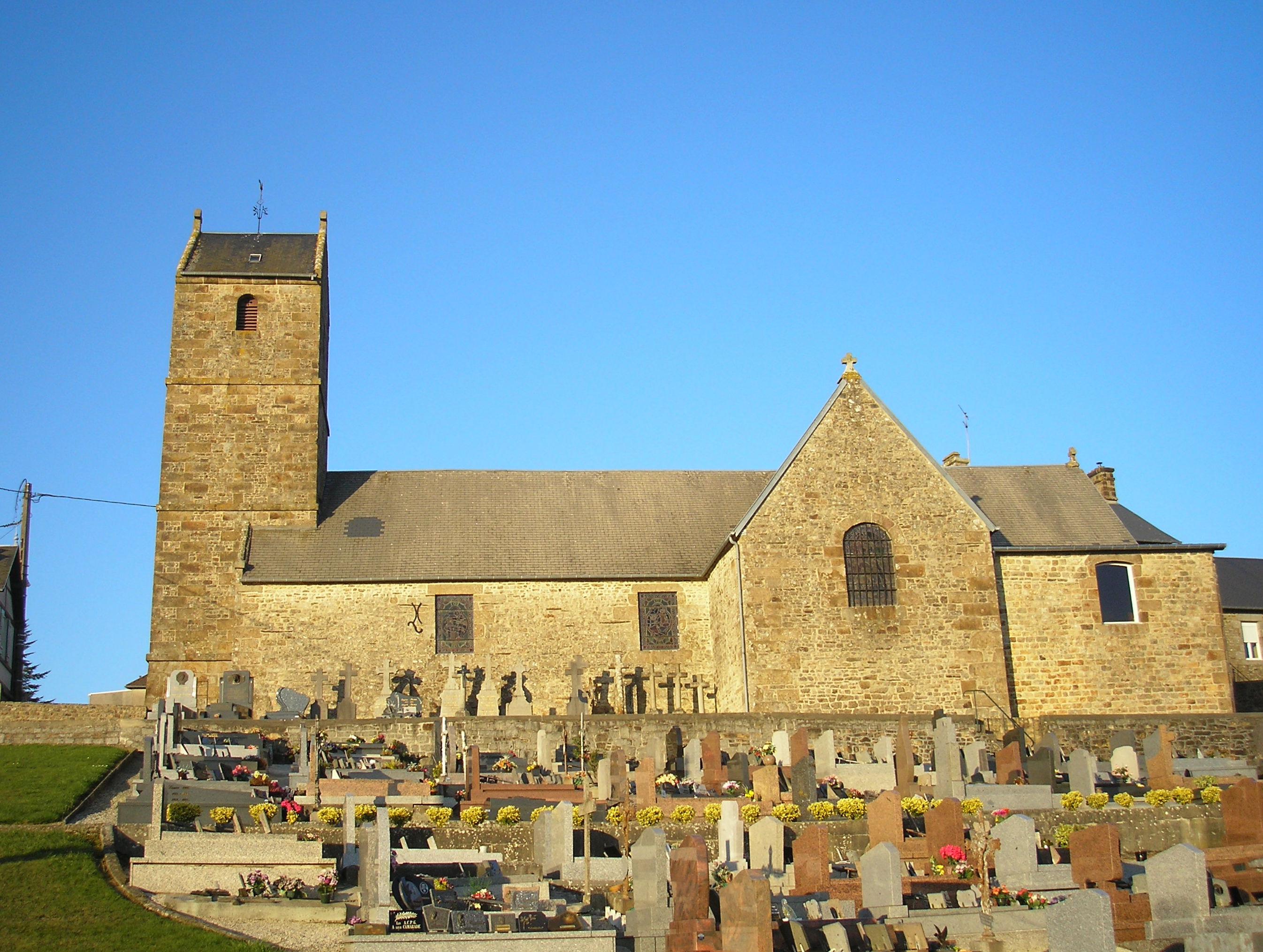

## Geografie
De oppervlakte van Saint-Brice-de-Landelles bedraagt 14,8 km², de bevolkingsdichtheid is 40,2 inwoners per km².
De onderstaande kaart toont de ligging van Saint-Brice-de-Landelles met de belangrijkste infrastructuur en aangrenzende gemeenten.

## Demografie
Onderstaande figuur toont het verloop van het inwonertal (bron: INSEE-tellingen).

1. ↑  Populations de référence 2022.